# Metopoceras sagarraiana
Metopoceras sagarraiana är en fjärilsart som beskrevs av Perez i De Gregorio och Romañá i Ferrer-vidal 1980. Metopoceras sagarraiana ingår i släktet Metopoceras och familjen nattflyn. Inga underarter finns listade i Catalogue of Life.